# لوتز ريتميير
لوتز ريتميير (بالألمانية: Lutz Reitemeier) (و. 1963 – م) هو مصور سينمائي من ألمانيا. ولد في شتوتغارت.

## وصلات خارجية
- لوتز ريتميير على موقع IMDb (الإنجليزية)
- لوتز ريتميير على موقع قاعدة بيانات الأفلام العربية
- لوتز ريتميير على موقع ألو سيني (الفرنسية)
- لوتز ريتميير على موقع أول موفي (الإنجليزية)
- لوتز ريتميير على موقع قاعدة بيانات الأفلام السويدية (السويدية)
- لوتز ريتميير على موقع قاعدة بيانات الفيلم (الإنجليزية)
- لوتز ريتميير على موقع كينوبويسك (الروسية)